# Fanta Diagouraga
Fanta Diagouraga (født 30. juni 2000) er en congolesisk håndboldspiller for den franske ligaklub HBC Celles-sur-Belle og det congolesiske landshold .
Hun repræsenterede Congo ved verdensmesterskabet i håndbold for kvinder i 2021 i Spanien. 